# ثلاثية أطفال الحجارة
ثلاثية أطفال الحجارة، مجموعة شعرية من مؤلفات الشاعر العربي السوري نزار قباني، صدرت في عام 1988، عن منشورات نزار قباني في بيروت، لبنان، في أعقاب الانتفاضة الفلسطينية الأولى التي عُرفت باسم «انتفاضة الحجارة».